# Pardosa alasaniensis
Pardosa alasaniensis là một loài nhện trong họ Lycosidae.
Loài này thuộc chi Pardosa. Pardosa alasaniensis được Mcheidze miêu tả năm 1997.